# Дубненский мост
Дубненский мост — автодорожный мост через реку Волга в городе Дубна Московской области.
Сдан в эксплуатацию в 2018 году Мостоотрядом-90 (Дмитров), подразделением ПАО «Мостотрест».

## История строительства
Проблема надёжного сообщения между правобережной и левобережной частями города появилась со дня образования Дубны, в 1956 году. Градостроители тех лет уже понимали, что Иваньковская плотина, сконструированная в 1937 году, не справится с потоком транспорта быстрорастущего города. В створе улиц Володарского и Попова была проложена просека через лес для будущего моста. Но в 1990-х годах землю на берегу Волги отдали под частную коттеджную застройку и в начале 2000-х проекты нового моста перенесли чуть ниже по течению, где исторически заканчивалась городская застройка левобережной части Дубны. На протяжении 2006—2016 годов проекты появлялись и отклонялись один за другим, мост планировался то вантовый, то «из композитных материалов», то железобетонный. Наконец, в 2016 году проект был окончательно утверждён и объявлен конкурс (тендер) на постройку четырёхполосного автомобильного перехода в створе улицы Вернова.
На конкурсе подрядчиков победила компания «Мостотрест Мостоотряд-90» и установила цену в 8 749 976 986 рублей. Первые строители появились на месте в декабре 2016 года, а торжественное открытие моста состоялось 29 ноября 2018 года.

## Характеристики сооружения
Общая протяжённость сооружения составила 1 940 метров, расчётная пропускная способность мостового перехода — 4 420 автомобилей в час. Расчётная скорость движения автомобилей — 80 км/ч. Ширина пролёта — 168 м; полос движения — 4; тротуары — 2 (ширина 1,5 м).

## Публикации
- "Из истории моста", интервью с А.А. Рацем, подготовила И. Алексеева, "Подмосковное наследие", выпуск №24 (79), 2018.